# Café (singolo)
Café è un singolo del rapper argentino Duki, pubblicato il 28 maggio 2020.

## Tracce
1. Café – 3:39